# Rhopalopsole alobata
Rhopalopsole alobata är en bäcksländeart som beskrevs av Harrison och Bill P.Stark 2008. Rhopalopsole alobata ingår i släktet Rhopalopsole och familjen smalbäcksländor. Inga underarter finns listade i Catalogue of Life.